# Chante Black
Chante L'amour Black (Austin, 12 novembre 1985) è un'ex cestista statunitense, professionista nella WNBA.

## Carriera
È stata selezionata dalle Connecticut Sun al primo giro del Draft WNBA 2009 (10ª scelta assoluta).